# Ilídio José Panzo
Ilídio José Panzo, noto come Pirolito (Luanda, 7 aprile 1993), è un calciatore angolano, centrocampista dell'Interclube e della Nazionale angolana.

## Carriera

### Club
Ha sempre giocato per l'Interclube.

### Nazionale
Con la Nazionale angolana ha partecipato alla Coppa d'Africa 2013.